# Hospital Infanta Cristina (Parla)
El Hospital Infanta Cristina, es un hospital general y desde el 11 de abril de 2011 Hospital Universitario situado en el municipio de Parla (Comunidad de Madrid, España). Este hospital comarcal cuenta con 247 camas y una superficie construida total de 56.811 m². Es inaugurado el 25 de febrero de 2008 y está ubicado en el kilómetro 24 de la autovía de Toledo. Su cobertura de asistencia sanitaria cubre el municipio de Parla y otras ciudades del sureste de la Comunidad de Madrid. Este hospital público está gestionado por el gobierno de la Comunidad de Madrid.
Indicar que el Ayuntamiento de Parla solicitó el cambio de nombre a "Hospital 9 de junio", como se acordó en pleno del ayuntamiento en 2004, en recordatorio a las reivindicaciones que realizó el pueblo de Parla, así como los pueblos cercanos, en una manifestación en la Puerta del Sol que congregó a 30.000 personas. Todo ello para conseguir que se construyera dicho centro hospitalario.
Hasta 2018 compartió nombre con otro hospital situado en Badajoz, renombrado desde entonces como Hospital Universitario de Badajoz.

## Servicios

### Área médica
- Cardiología
- Digestivo
- Alergología
- Endocrinología
- Medicina Interna
- Nefrología
- Neumología
- Neurología
- Reumatología
- Oncología - Hematología
- Psiquiatría
- Geriatría
- Rehabilitación
- Neurofisiología Clínica
- Anestesiología y Reanimación
- Unidad Dolor
- Infecciosas
- Ginecología
- Radiología

### Área quirúrgica
- Cirugía General
- Dermatología
- Oftalmología
- Otorrinolaringología
- Traumatología y cirugía ortopédica
- Urología

### Área pedriatría-neonatología
- Pediatría
- Neonatología general

### Área obstetricia
- Obstetricia